# Bohuslän-Dals golfdistriktsförbund
Bohuslän-Dals golfdistriktsförbund omfattar golfklubbarna i kommunerna Strömstad, Tanum, Munkedal, Sotenäs, Lysekil, Uddevalla, Orust, Tjörn, Stenungsund, Lilla Edet väster om Göta älv, Bengtsfors, Dals Ed, Färgelanda, Mellerud och Åmål.

## Golfklubbar i Bohuslän-Dals golfdistriktsförbund

### Allmag golfklubb
Allmag golfklubb ligger på Orust. Klubben bildades 1992.

### Dynekilens golfklubb
Huvudartikel: Dynekilens golfklubb

### Fjällbacka golfklubb
Fjällbacka golfklubb bildades 1966. Klubben är årligen värd för Nordea Tour.
| Fjällbacka golfbana | 18 hål | Par 71 |  | Parkbana | Spelklar 9 hål 1967, 18 hål 1973 | Arkitekt: Erik Röhs |

### Forsbacka golfklubb
Forsbacka golfklubb ligger i Åmål. Klubben bildades 1969.
| Forsbacka golfbana | 18 hål | Par 72 | 6040 5755 5385 5050 | Park- och skogsbana | Spelklar 1971 | Arkitekt: Nils Sköld |

### Dagsholm golfklubb
Dagsholm Golfbana, som ligger i Färgelanda kommun byggdes och blev helt klar 1991. Bygget pågick mellan 1988 och 1991.

### Lyckorna golfklubb
Lyckorna golfklubb ligger i Ljungskile. Klubben bildades 1967.
| Lyckornas golfbana | 18 hål | Par 72 | 6090 5815 5470 5015 | Park- och seasidebana | Spelklar 1968 | Arkitekt: Anders Amilon |

### Lysekils golfklubb
Lysekils golfklubb bildades 2001.

### Melleruds golfklubb
Melleruds golfklubb i Melleruds kommun bildades 1988.
| Melleruds golfbana | 18 hål | Par 71 | 5643 4668 | Park- och ängsbana | Spelklar 1997 | Arkitekt: Mikael Gyllenhammar |

### Mjölkeröds golfklubb
Mjölkeröds golfklubb ligger i närheten av Sannäs i Tanums kommun Klubben bildades 1992.
| Mjölkeröds golfbana | 18 hål | Par 72 | 5900 5055 4730 | Parkbana | Spelklar 1992 | Arkitekt: Jeremy Turner |

### Orust golfklubb
Orust golfklubb ligger i Ellös. Klubben bildades 1981.
| orust golfbana | 18 hål | Par 72 | 5755 5470 4870 | Seasidebana | Spelklar 9 hål 1985, 18 hål 1987 | Arkitekt: Lars Andreasson |

### Skaftö golfklubb
Skaftö golfklubb ligger i Fiskebäckskil. Klubben bildades 1963.
| Skaftö GK | 18 hål | Par 69 | 4829 4251 | Lätt kuperad naturbana med inslag av bohusgranit | Spelklar 4 hål 1963, 18 hål 1994 | Arkitekt: Nils Sköld, Jan Sederholm |

### Sotenäs golfklubb
Sotenäs golfklubb ligger i Hunnebostrand. Klubben bildades 1987. Banan ligger inte långt från Smögen och Kungshamn. 2006 byggdes banan ut och det finns nu 3 st nio-hålsslingor att spela.
| 18-hålsbanan | 18 hål | Par 72 |  | Park- och skogsbana | Spelklar 1990 | Arkitekt: Jan Sederholm |

| 9-hålsbanan | 9 hål | Par 36 |  | Park- och skogsbana | Spelklar 2005 | Arkitekt: Jeremy Turner |

### Stenungsund golfklubb
Stenungsunds golfklubb i Spekeröd. bildades 1989.
| Spekeröds golfbana | 18 hål | Par 72 | 6238 5825 5386 4936 | Linkskaraktär | Spelklar 1993 | Arkitekt: Peter Nordwall |

### Strömstads golfklubb
Strömstads golfklubb bildades 1967.
| Strömstads golfbana | 18 hål | Par 71 |  | Naturbana | Spelklar 1970 | Arkitekt: Nils Sköld, Jan Sederholm |

### Tanums golfklubb
Tanums golfklubb i Fjällbacka bildades 1995.
| Tanums golfbana | 9 hål som spelas två varv från olika tees hål | Par 66 | 3936 |  | Spelklar 1995 | Arkitekt: Margareta Winell |

### Tjörns golfklubb
Tjörns golfklubb i Rävlanda bildades 1990. De första hålen spelas nere på en gräsplätt, och resten uppe i skogen.
| Tjörns golfbana | 18 hål | Par 69 | 5133 4314 | Park- och skogsbana | Spelklar 9 hål 1992, 18 hål 1998 | Arkitekt: Jan Sederholm |

### Torreby golfklubb
Torreby golfklubb bildades 1961. Klubben befinner sig vid väster om Munkedal.
| Torreby GK | 18 hål | Par 72 |  | Parkbana | Spelklar 1968 | Arkitekt: Douglas Brasier, Gus Ericsén |

### Uddevalla golfklubb
Uddevalla golfklubb bildades 1991.
| Uddevalla golfbana | 18 hål | Par 71 | 5576m 4803m | skogs- och parkbana | Spelklar 1994 | Arkitekt: |